# Ash of Gods: Redemption
Ash of Gods: Redemption ist ein Fantasy-Strategie-Rollenspiel, das von AurumDust entwickelt und von Buka Entertainment veröffentlicht wurde. Das Spiel enthält Elemente verschiedener Genres, darunter Visual Novel und Rogue-like.
Das Spiel ist der Dark Fantasy zuzuordnen und das Setting ähnelt in seiner technischen Entwicklungsstufe und seinen Moralvorstellungen dem Hochmittelalter im westlichen Europa. Das Spiel wurde vom russischen Autor Sergey Malitsky geschrieben.

## Handlung
In einer Welt namens Terminus übernimmt der Spieler die Kontrolle über mehrere Gruppen von Charakteren, die jeweils von einem der Protagonisten angeführt werden. Es gibt drei davon im Spiel: den pensionierten Hauptmann der königlichen Garde Thorn Brenin, den wandernden Heiler Hoper Rouley und den Profikiller Lo Pheng. Diese Helden befinden sich an der Schwelle von Ereignissen, die drohen das Ende der Zivilisation einzuläuten.

## Spielprinzip und Technik
Die Geschichte wird in Form einer Visual Novel mit nichtlinearer Handlung präsentiert und durch die Aktionen des Spielers und die Dialogmöglichkeiten bestimmt. Das Storytelling basiert auf der Abfolge moralischer Entscheidungen, bei denen jede Entscheidung des Spielers die weitere Entwicklung der Ereignisse maßgeblich beeinflusst. Entscheidend ist dabei das Prinzip des „geringeren Übels“: Der Spieler muss sich ständig zwischen schnellem Gewinn, der zu unangenehmen Ereignissen in der Zukunft führen kann, und Aufopferung entscheiden, das im Gegenzug eine spätere Episode erleichtern könnte. Durch den Rogue-like-Einfluss geht die Geschichte auch nach dem Tod eines Protagonisten weiter. Kämpfe laufen rundenbasiert in isometrischer Ansicht ab. Kampffähigkeiten nutzen die Energie und die Gesundheit eines Charakters. Der Spieler kann Karten spielen, um Zauber zu wirken. Das Zusammenstellen des Kartendecks sowie die Ausgabe der Karten während des Kampfes ähneln den Spielmechaniken von Sammelkartenspielen. Die Karten, die der Spieler zu Beginn des Kampfes erhält, definieren seine Strategie und seine Figuren auf dem Spielfeld seine Taktik.

## Entwicklung
Die Entwicklung von Ash of Gods: Redemption begann offiziell 2016. Laut CEO Nikolay Bondarenko (der zuvor in Firmen wie Streko-Graphics, TvxGames und GameNet gearbeitet hat) entstand sein Konzept eines Spiels auf Basis eines verzweigten Systems moralischer Entscheidungen basiert mehrere Jahre zuvor. Nach mehrjähriger Entwicklung wurde die Veröffentlichung unter anderem wegen der Weltfinanzkrise und Zweifeln des Autors auf unbestimmte Zeit verschoben.
Am 23. Mai 2017 startete AurumDust Studio eine Kickstarterkampagne für Ash of Gods: Redemption, mit einem Ziel von 75.000 US-Dollar. Das Spiel wurde am 23. März 2018 für PC veröffentlicht, die Veröffentlichung für Konsolen folgte im Sommer 2018.
Mehrere Kapitel der Romane von Sergey Malitsky, die die literarische Grundlage des Spiels darstellen, wurden auf der Website von AurumDust veröffentlicht. Diese Kapitel beschreiben, wie jeder der Haupthelden der Geschichte in das allgemeine Abenteuer verwickelt ist.
Der Soundtrack zu Ash of Gods: Redemption wurde von den Komponisten Adam Skorupa, Krzysztof Wierzynkiewicz und Michał Cielecki (der auch Musik für die Spiele Max Payne, Painkiller, The Witcher und EVE Online schrieb) erstellt.

## Rezeption
Ash of Gods: Redemption erhielt „gemischte Bewertungen“ der Spielepresse. Die Rezensionsdatenbank GameRankings aggregierte sieben Rezensionen zu einem Gesamtwert von 69 Prozent. Jörg Luibl vom Onlinemagazin 4Players wirft den Entwicklern vor, ein Plagiat zu The Banner Saga (2013) veröffentlicht zu haben:
„Was für ein dreistes Plagiat! [...] Man ist wie im Vorbild mit Vater und Tochter unterwegs, die auch  noch ähnlich aussehen. Selbst das Schlachtfeldraster, die Darstellung der Reise sowie das duale Prinzip  im Kampf ist nahezu identisch!“